# Alcamo
Alcamo (Siciliaans: Àrcamu) is een gemeente in de Italiaanse provincie Trapani (regio Sicilië) en telt 44.959 inwoners (31-12-2004). De oppervlakte bedraagt 130,8 km², de bevolkingsdichtheid is 344 inwoners per km².

## Demografie
Alcamo telt ongeveer 17037 huishoudens. Het aantal inwoners steeg in de periode 1991-2001 met 3,0% volgens cijfers uit de tienjaarlijkse volkstellingen van ISTAT.
| Jaar | Inwoneraantal |
| ---- | ------------- |
| 1991 | 42.621        |
| 2001 | 43.890        |

## Geografie
De hoofdplaats van de gemeente ligt op ongeveer 256 meter boven zeeniveau. De belangrijkste frazione van Alcamo is de badplaats Alcamo Marina. Alcamo Marina ligt ongeveer 6 km van het stadscentrum.
Alcamo grenst aan de volgende gemeenten: Balestrate (PA), Calatafimi-Segesta, Camporeale (PA), Castellammare del Golfo, Monreale (PA), Partinico (PA).

## Sport
Alcamo was op 4 oktober 2020 startplaats van de tweede etappe van wielerkoers Ronde van Italië. De etappe naar Agrigento werd gewonnen door de Italiaan Diego Ulissi.

## Geboren
- Ugone Papé di Valdina (1724-1791), edelman, bisschop van Mazara del Vallo

## Externe link

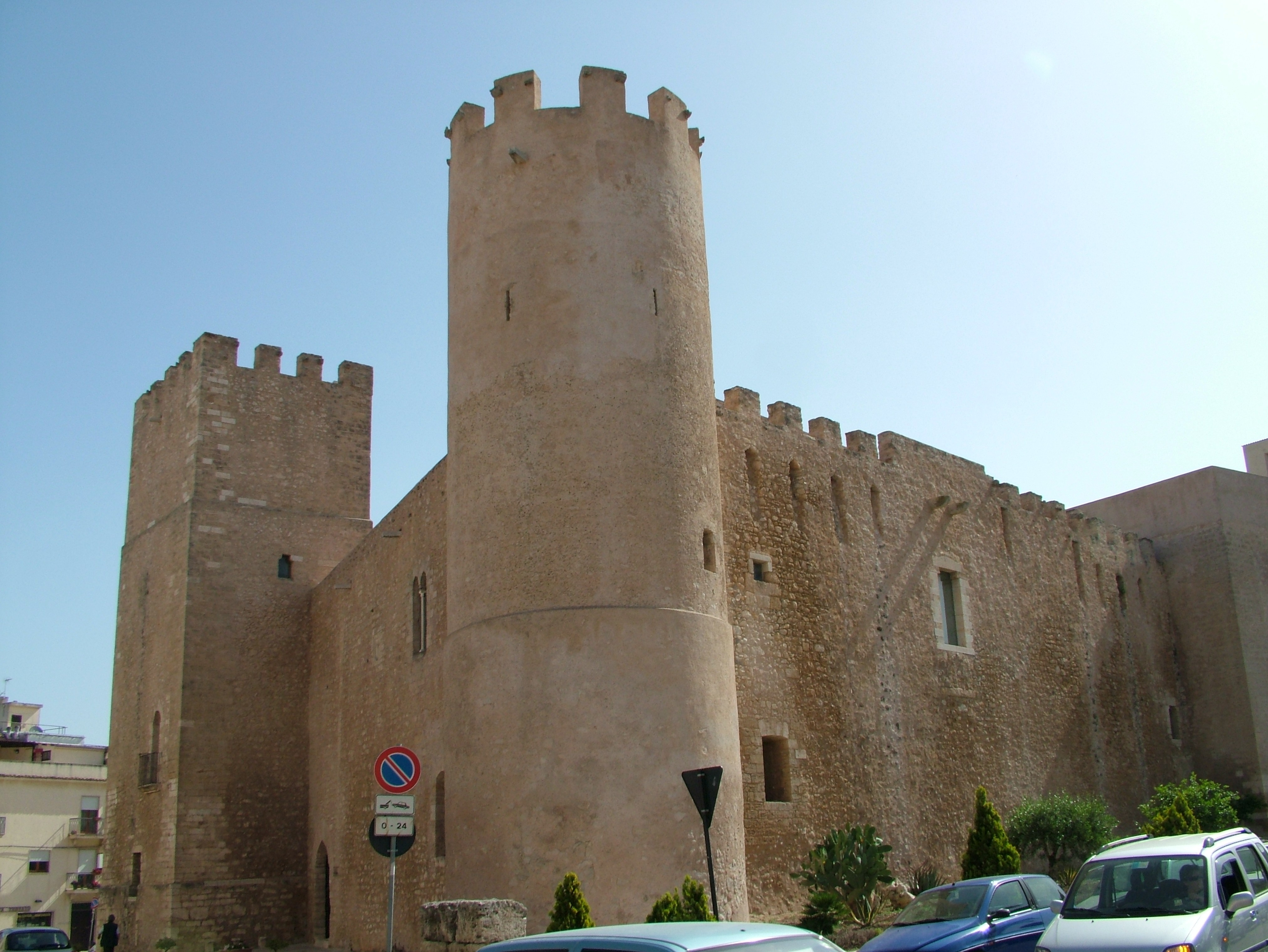
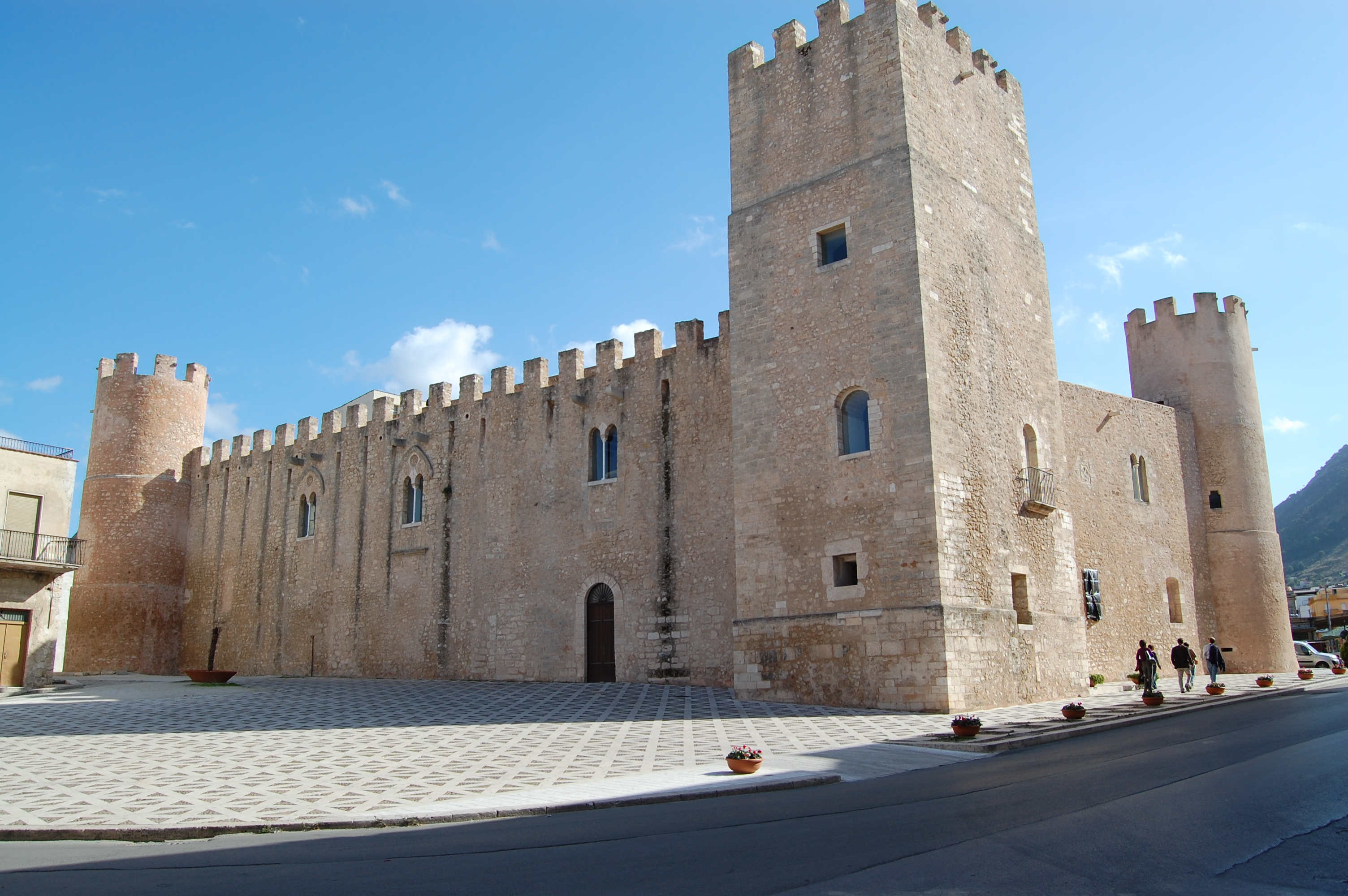
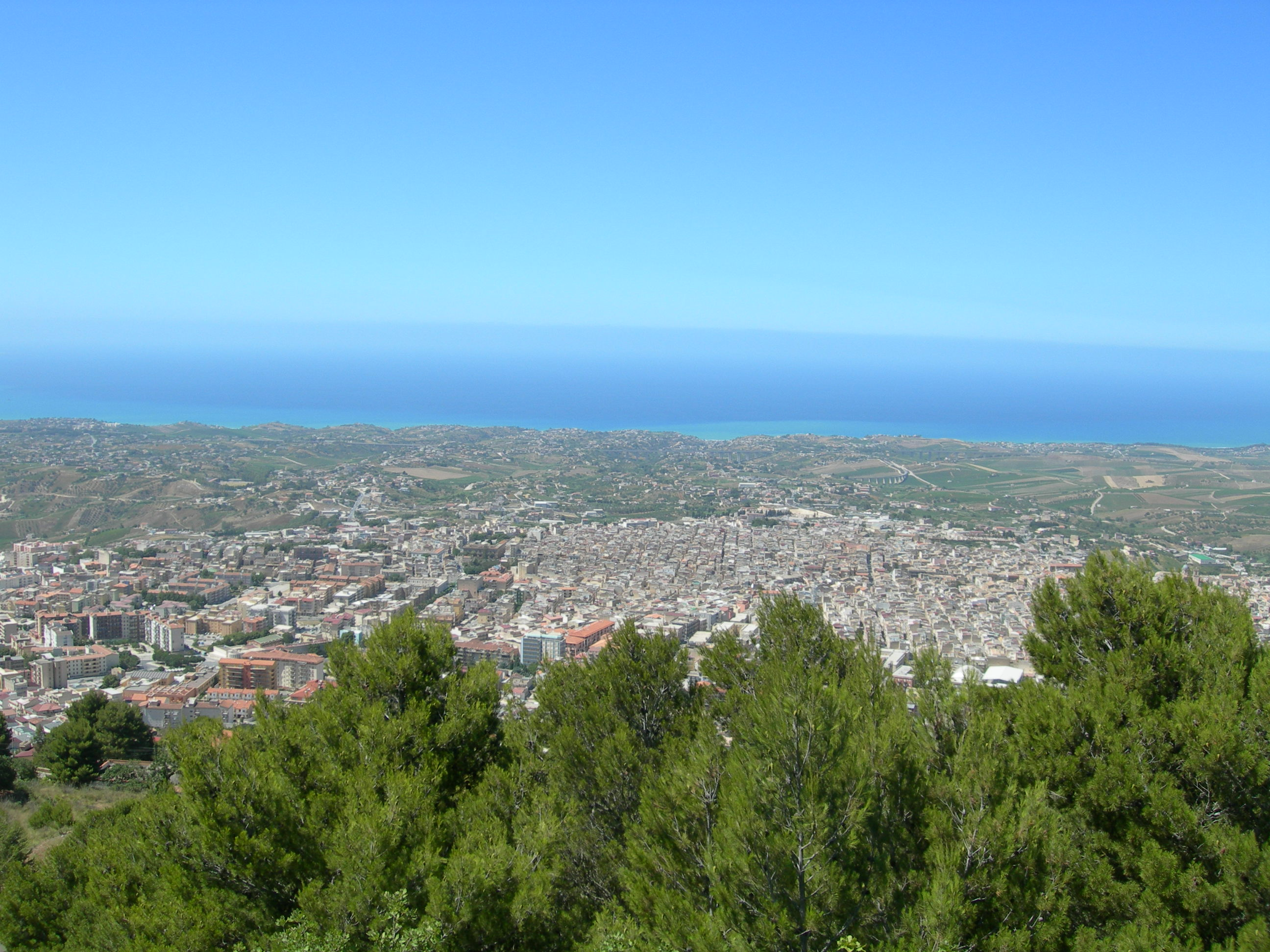
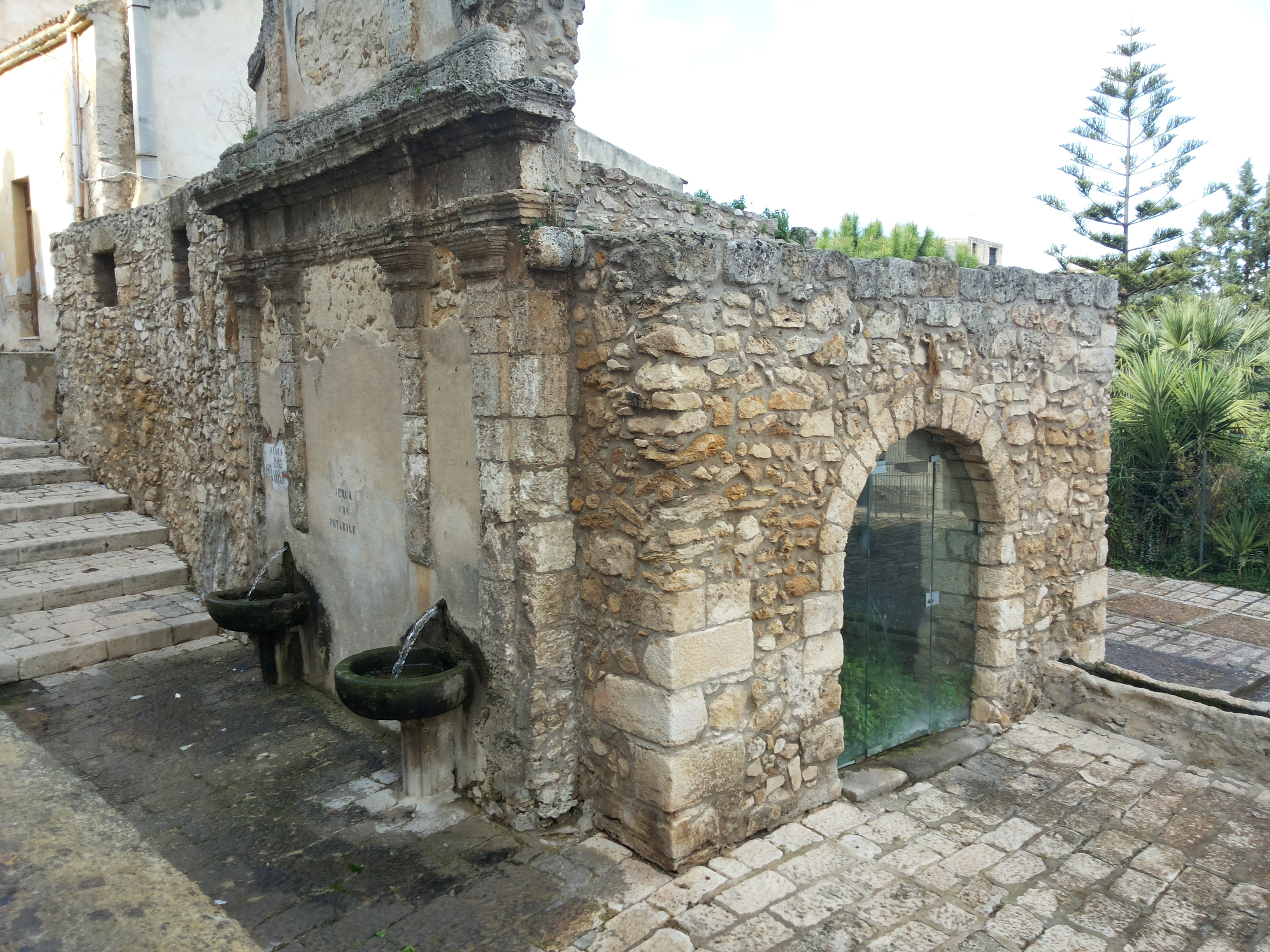
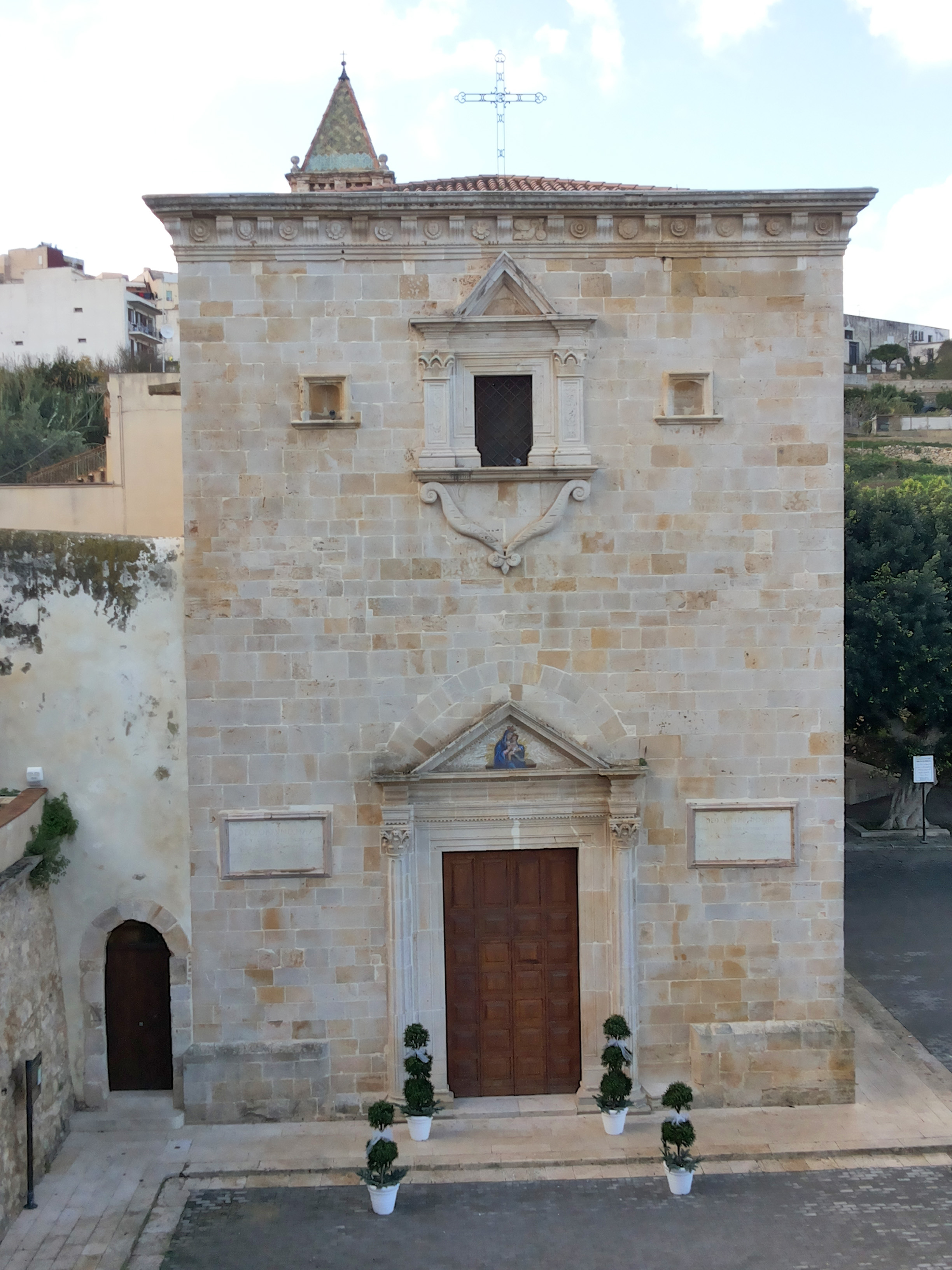
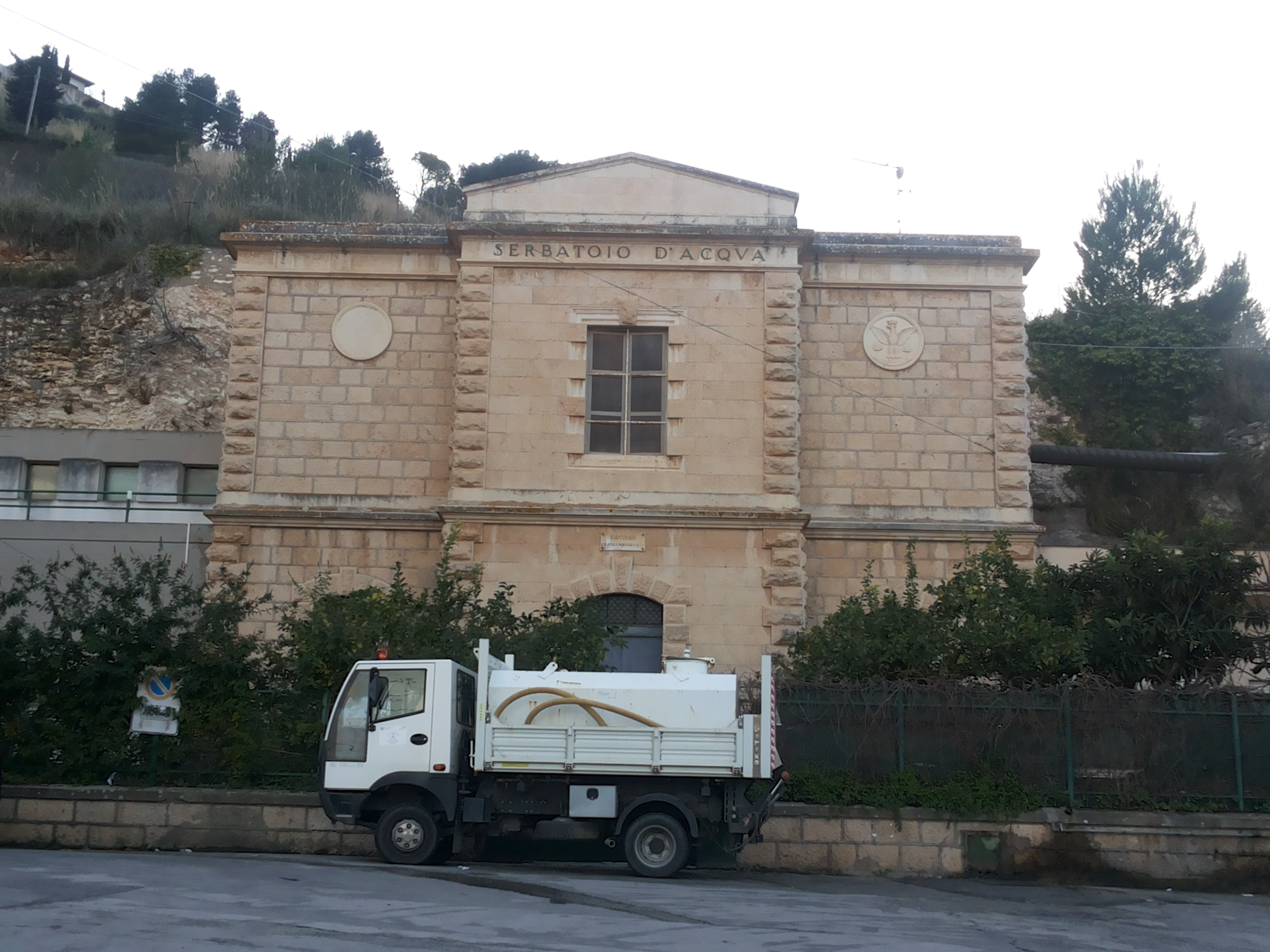